# Crociati Rugby Football Club
Maillots
Actualités
Dernière mise à jour : 21 mai 2012.
Le Crociati Rugby Football Club est un club de rugby à XV italien basé à Parme participant au Championnat d'Italie de rugby à XV. Crociati (de l'italien « croisé »), fait référence au nom de croisés, portés par plusieurs équipes anglaises ou néo-zélandaises renommées. Il est fondé en 2010, à la suite de la fusion du Rugby Parme et du Rugby Noceto Football Club. Les deux clubs étant actionnaires de l'équipe d'Aironi, créée pour participer au Pro12 en 2010/2011, en tant que deuxième équipe italienne, leur fusion paraissait nécessaire. Rugby Parme maintient néanmoins des sections de jeunes indépendantes jusqu'au niveau -20 ans, permettant de maintenir une identité de club.

## Historique
L'équipe senior évolue en Eccellenza, la première division italienne. Elle joue au Stadio XXV Aprile, à Parme.
En 2010/2011 le club participe au Challenge Européen.
Dernier de la phase régulière à l'issue de la saison 2012-2013, le Crociati RFC se maintient en Eccellenza, en remportant le match de barrage contre L'Aquila Rugby. Pourtant, l'équipe du Crociati RFC ne prend pas part au championnat 2013-2014, en raison de sa non-inscription.
À la suite de la création de la formation d'Aironi, l'effort de sponsoring se concentre sur ce nouveau club, les meilleurs joueurs étant désormais destinés à cette équipe. Dans ce contexte, il devient difficile pour le club de maintenir son équipe professionnelle. À la fin de la saison 2012-2013, la franchise est dissoute en raison de problèmes financiers, et elle tente actuellement de se reconstruire à Parme.
Aironi se débat pendant deux saisons en Pro12, avant d'être remplacé par Zebre, à la suite des difficultés financières du club. Zebre joue maintenant au Stadio XXV Aprile de Parme.

## Palmarès
2010-2011 : 4e (demi-finale Eccellenza).

## Effectif de la saison 2011-2012
| Nom                  | Poste            | Date de naissance | Nationalité sportive | Sélections (PM) | Club précédent  | Année d'arrivée au club |
| -------------------- | ---------------- | ----------------- | -------------------- | --------------- | --------------- | ----------------------- |
| Marco Coletti        | Pilier           | 10 mars 1984      | Italie               | -               | -               | -                       |
| Daniele Goegan       | Pilier           | 16 avril 1983     | Italie               | -               | -               | -                       |
| Luigi Milani         | Pilier           | 28 novembre 1984  | Italie               | -               | Aironi Rugby    | 2011                    |
| Francesco Pepoli     | Pilier           | 12 juillet 1990   | Italie               | -               | -               | -                       |
| Pardeep Singh        | Pilier           | 29 avril 1988     | Inde                 | -               | -               | -                       |
| Flavio Tripodi       | Pilier           | 3 juin 1982       | Italie               | -               | -               | -                       |
| Carlo Festuccia      | Talonneur        | 20 juin 1980      | Italie               | 51 (?)          | Racing Métro 92 | 2011                    |
| Andrea Manici        | Talonneur        | 28 avril 1990     | Italie               | -               | -               | -                       |
| Lorenzo Contini      | Deuxième ligne   | 3 octobre 1989    | Italie               | -               | -               | -                       |
| Douglas Fletcher     | Deuxième ligne   | 27 juin 1981      | Nouvelle-Zélande     | -               | -               | -                       |
| Filippo Gerosa       | Deuxième ligne   | 26 octobre 1991   | Italie               | -               | -               | -                       |
| Michael Van Vuren    | Deuxième ligne   | 3 avril 1990      | Afrique du Sud       | -               | -               | -                       |
| Emiliano Caffini     | Troisième ligne  | 7 décembre 1989   | Italie               | -               | -               | -                       |
| Filippo Casalini     | Demi de mêlée    | 11 septembre 1991 | Italie               | -               | -               | -                       |
| James Ireland        | Demi de mêlée    | 22 mars 1984      | Pays de Galles       | -               | -               | -                       |
| Jacopo Zucconi       | Demi de mêlée    | 11 juillet 1991   | Italie               | -               | -               | -                       |
| Davide Farolini      | Demi d'ouverture | 19 mai 1992       | Italie               | -               | -               | -                       |
| Luca Morisi          | Demi d'ouverture | 22 février 1991   | Italie               | -               | -               | -                       |
| Giovanni Alberghini  | Centre           | 3 janvier 1991    | Italie               | -               | -               | -                       |
| Gabriele Cicchinelli | Centre           | 28 février 1990   | Italie               | -               | -               | -                       |
| Sebastian Damiani    | Centre           | 13 février 1976   | Argentine            | -               | -               | -                       |
| Amid En Naour        | Centre           | 16 janvier 1990   | Maroc                | -               | -               | -                       |
| Timi Enodeh          | Centre           | 3 septembre 1992  | Italie               | -               | -               | -                       |
| Ross McCann          | Centre           | 24 janvier 1989   | Écosse               | -               | -               | -                       |
| Ben Vengoa           | Centre ou Ailier | 12 octobre 1988   | Australie            | -               | -               | -                       |
| Luca Carritiello     | Ailier           | 3 janvier 1991    | Italie               | -               | -               | -                       |
| Giulio Rubini        | Ailier           | 24 avril 1987     | Italie               | 4 (?)           | -               | -                       |
| Marco Gennari        | Arrière          | 5 juillet 1992    | Italie               | -               | -               | -                       |
| Federico Magri       | Arrière          | 22 avril 1990     | Italie               | -               | -               | -                       |
| Francesco Ruffolo    | Arrière          | 7 août 1989       | Italie               | -               | -               | -                       |